# Negative FX
Negative FX est un groupe de punk hardcore américain, originaire de Boston. Le groupe n'a à son actif qu'un album, mais est emblématique de la mouvance punk hardcore straight edge américaine des années 1980. Le groupe californien NOFX se serait inspiré de leur nom pour créer le leur. Le groupe se sépare en 1982.

## Biographie
Negative FX est formé en 1981 à Boston. Le groupe, malgré sa très courte existence, joue un total de cinq concerts. Le groupe comprend Patrick Raftery à la guitare, Rich Collins à la basse, Dave « Bass » Brown à la batterie, et Jack « Choke » Kelly au chant. Ils publient leur seul et unique album studio, homonyme, enregistré entre avril et novembre 1982 aux Radiobeat Studios de Kenmore Square. Ce n'est pas avant 1984 que l'album Negative FX est publié par le label Taang! Records, créé et dirigé par Curtis Casella.
Le groupe jouera au dernier concert de Mission of Burma en 1983. L'ingénieur-son tentera d'empêcher le groupe de jouer, mais il sera pris à partie et frappé par les fans. Ce moment a été capturé en vidéo et publié sur le site web de Taang! Records, sous le titre TaangTV volume 1.
En 1996, Taang! Records publie un split de Negative FX avec le groupe Last Rights. En 2003, le label Distortions Records publie l'EP Government War Plans en 2003, qui comprend d'anciennes démos.

## Discographie
- 1984 : Negative FX
- 1996 : split avec Last Rights
- 2003 : Government War Plans (EP, Distortions Records)
- 2005 : Government War Plans 1982 Demos (LP, Distortions Records)